# Ehlenbogener Tal
Das Ehlenbogener Tal ist ein vom Landratsamt Freudenstadt am 14. August 1962 durch Verordnung ausgewiesenes Landschaftsschutzgebiet auf dem Gebiet der Gemeinden Alpirsbach und Loßburg im Landkreis Freudenstadt.

## Lage
Das Landschaftsschutzgebiet umfasst das Tal der oberen Kinzig zwischen Loßburg im Norden und Alpirsbach im Süden.  Es gehört zum Naturraum Mittlerer Schwarzwald und liegt im Naturpark Schwarzwald Mitte/Nord.

## Landschaftscharakter
Das Kinzigtal ist in diesem Abschnitt ein enges Wiesental in einer ansonsten dicht bewaldeten Landschaft. Die Landschaft wird von Grünland, Fischteichen und gewässerbegleitenden Gehölzen geprägt. Im Tal befinden sich mehrere Weiler und Einzelgehöfte, die gemeinsam den Alpirsbacher Stadtteil Ehlenbogen bilden und durch die Bundesstraße 294 verbunden sind.